# Função geradora
Em matemática, uma função geradora ou função geratriz é uma forma de codificar uma sequência infinita de números ({\displaystyle a_{n}}) ao tratá-los como os coeficientes de uma série de potências formal. Essa série é denominada a função geradora da sequência. Ao contrário de uma série normal, a série de potências formal não precisa convergir: na verdade, a função geradora não é realmente tratada como uma função, e a "variável" é considerada indeterminada. Funções geradoras foram primeiramente introduzidas por Abraham de Moivre em 1730, de maneira a tentar resolver o problema de recorrência geral linear.É possível generalizar para séries de potências formais em mais de um indeterminado, para codificar informação sobre infinitas listas de números multidimensionais.
Existem vários tipos de funções geradoras, incluindo funções geradoras ordinárias, funções geradoras exponenciais, séries de Lambert, séries de Bell, séries de Fourier, séries de Eisenstein e séries de Dirichlet; das quais existem muitos exemplos. Cada sucessão tem uma função geradora de certo tipo. Este tipo de função geradora que é apropriada num contexto dado depende da natureza da sucessão e dos detalhes do problema analisado.
As funções geradoras são expressões fechadas num argumento formal x. Às vezes, uma função geradora é avaliada num valor específico x=a pelo que se deve ter em conta que as funções geradoras são series formais, que não se considera nem se analisa o problema da convergência para todos os valores de x.
Por isto mesmo é importante observar que as funções geradoras não são realmente funções no sentido usual de ser uma relação entre dois conjuntos, ou seja, entre um domínio e um contradomínio. O nome é unicamente o resultado do desenvolvimento histórico de seu estudo.

## Funções Geradoras Ordinárias
A função geradora ordinária de uma sequência  é:
{\displaystyle G(a_{n};x)=\sum _{n=0}^{\infty }a_{n}x^{n}}
Quando o termo função geradora é usado de forma genérica, geralmente significa uma função geradora ordinária.
Se {\displaystyle a_{n}} é a função massa de probabilidade de uma variável aleatória discreta, então sua função geradora ordinária é chamada de função geradora de probabilidade.
A função de geração comum pode ser generalizada para arranjos com múltiplos índices. Por exemplo, a função geradora ordinária de uma matriz bidimensional {\displaystyle a_{m,n}} (onde {\displaystyle n} e {\displaystyle m} são números naturais) é:
{\displaystyle G(a_{m,n};x,y)=\sum _{m,n=0}^{\infty }a_{m,n}x^{m}y^{n}.}